# Sísig
El sísig es una comida filipina de origen pampango. Se hace con cabeza e hígado de cerdo, y es usualmente servido con chilis picantes y calamansí.
El sísig fue inventado por Lucía Cunanan, de la ciudad de Ángeles.